# 올 어바웃 섹스
《올 어바웃 섹스》(영어: Natural Disasters)는 2020년 LA 여성 영화제에서 상영한 나탈리 리네즈, 에마 데커스 주연의 미국의 드라마 영화이다.

## 캐스팅

### 주연
- 나탈리 리네즈 : 케이시 역
- 에마 데커스 : 모건 역
- 다코타 고어맨 : 세이지 역
- 딜런 레인 : 카일 역
- 맷 엔젤 : 로윅 역

### 조연
- 크리스 코스탄조 : 네이선 역
- 파르베시 치에나 : 로렐 역
- 그레이엄 아웃브릿지 : 다니엘 역